# Gerlos Straße
Die Gerlos Straße bzw. Gerlosstraße ist die Landesstraße B 165 in Österreich. Sie ist 61 km lang und verläuft von Mittersill, Salzburg, im Tal der Salzach vorbei am Großvenediger zum namensgebenden Gerlospass (1531 m ü. A.). Jenseits des Passes führt die Straße ins Zillertal, Tirol, wo sie auf die Zillertalstraße B 169 trifft.
In Wald zweigt die Krimmler Landesstraße L 113 ab, die durch Krimml führt, woran die mautpflichtige Gerlos Alpenstraße anschließt, die beim Gerlospass wieder auf die B 165 trifft.

## Geschichte

### Ursprünge
Die erste Straßenverbindung von Salzburg nach Tirol weist jedoch eine wesentlich ältere Geschichte auf. Auf dem Rohrberg hoch über Zell am Ziller, Tirol, wurde 1630 ein reicher Goldfund gemacht, der den seit 1506 recht einträglichen Goldbergbau auf dem nahe gelegenen Hainzenberg weit zu übertreffen versprach.
Der alte Streit zwischen Salzburg und Innsbruck über die 1427 vereinbarte Halbe/Halbe-Teilung der Zillertaler Bergbaugewinne flammte neuerlich auf, und aus Ärger darüber zerstörten Salzburger Knappen etliche Tiroler Schmelzanlagen im Raum von Zell am Ziller. Zudem unterstrich der hochwillkommene Goldfund auf dem Rohrberg eine alte strategische Schwäche. Das Zillertal gehörte (bis 1803) zum unabhängigen Erzbistum Salzburg. Doch die einzige befahrbare Strecke von Salzburg in das Zillertal führte durch bayerisches und tirolerisches „Ausland“.
Dies alles waren Gründe, um mit Nachdruck eine „inländische“ Verbindung von Salzburg in das Zillertal herzustellen. So rückten 1630 plötzlich wieder alte Pläne ins Blickfeld, den einsamen 30 km langen Saumpfad von Wald im Pinzgau über den Gerlospass nach Zell am Ziller zu einem nicht nur begeh-, sondern auch befahrbaren Weg auszubauen. Auf diesem könnte das Golderz von Rohrberg und Hainzenberg über die Gerlos zu den leistungsfähigen Schmelzen in Mühlbach bei Bramberg und in Lend gekarrt werden.
In einem Jahr stellten an die 70 Arbeiter dieses 3,5 m breite Sträßchen so weit fertig, dass im Sommer 1631 eine vierspännige Kutsche die holprige Eröffnungsfahrt über die Gerlos schaffte. Über die Jahre zerstörten jedoch Hochwasser und Erdrutsche diese alte Gerlosstraße dermaßen, dass nur mehr ein Fußweg übrig blieb, der Ronachweg.
Pläne einer Gebirgsbahn – von der neuen Inntal-Eisenbahn in Jenbach durch das Zillertal über die Gerlos nach Mittersill – im Jahre 1868 wurden ebenso verworfen wie der Vorschlag einer dringend erforderlichen Bahnlinie von Salzburg nach Innsbruck.

### Frühere Strecken und Bezeichnungen
Die Krimmler Straße gehört zu den 20 Straßen, die im Salzburger Straßengesetz vom 14. Jänner 1873 ausdrücklich als Landesstraßen bezeichnet werden.
Ab 1910 sollte die Gerlosstraße auf Tiroler Seite als Konkurrenzstraße gebaut werden. In der österreichischen Rechtssprache bezeichnet Konkurrenz die gemeinsame Finanzierung eines Projektes durch verschiedene Institutionen, von denen jede einen gesetzlich festgelegten Prozentsatz der Instandhaltungskosten übernimmt. In diesem Fall übernahm
- das Kaiserreich Österreich 50 %
- das Land Tirol 35 %
- die angrenzenden Gemeinden 15 %

der geplanten Baukosten in Höhe von 254.100 Gulden.
Im Rahmen einer Arbeitsbeschaffungsmaßnahme wurde die Gerlosstraße in den Jahren 1934/35 zur Autostraße ausgebaut und am 26. Juni 1935 dem Verkehr übergeben.
Die B 165 gehörte vom 1. Jänner 1951 bis zum 31. März 2002 zum Netz der Bundesstraßen in Österreich.
Seither ist sie sowohl in Salzburg als auch in Tirol als Landesstraße eingestuft. Seit der Rückstufung zur Landesstraße ist anstatt der Gerlos Alpenstraße wieder die alte Gerlospassstraße Teil der B 165.

## Trattentunnel und Krimmler Wasserfall
Zwischen Krimml und Hochkrimml führt die Gerlos Straße durch den 76 m langen Trattentunnel; sein Nordwestportal liegt auf 1161 und sein Südostportal auf 1165 m ü. A. Höhe. Die Straße verläuft nicht nur durch den Tunnel, sondern im Rahmen einer etwa 370-Grad-Kurve auch über ihn. Auf dem Tunnel und vor dem Südostportal liegt jeweils ein Parkplatz mit Aussicht zu den im Mittel rund 660 m südöstlich beider Aussichtspunkte liegenden Krimmler Wasserfällen, den mit 380 m Gesamtfallhöhe höchsten Wasserfällen in Österreich.

## Straßenzustand
Da mit der mautpflichtigen Gerlos Alpenstraße eine sehr gut ausgebaute Straße für den Verkehr zur Verfügung steht, wird kein Ausbau der B 165 zwischen Wald im Pinzgau und der Passhöhe angestrebt.
Der Abschnitt vom Ortsende von Wald bei Kilometer 23,2 bis zur Salzachbrücke bei km 30,1 ist in sehr schlechtem Zustand (April 2015):
- teilweise nur einspurig ausgebaut
- Gewichtsbeschränkung von 2,5 Tonnen (ausgenommen Zustelldienste bis 8 t)
- Steigung zwischen 17 und 20 %
- unübersichtliche Kurven
- sehr schlechte Fahrbahndecke mit vielen breiten Rissen und Absackungen
- abschnittsweise Geschwindigkeitsbeschränkungen von 30 bis 50 km/h